# أوسكار كلارك
أوسكار كلارك (بالإنجليزية: Oscar Clark)‏ هو دراج أمريكي، ولد في 20 فبراير 1989 في أتلانتا في الولايات المتحدة.

## وصلات خارجية
- أوسكار كلارك على موقع الاتحاد الدولي للدراجات (الإنجليزية)
- أوسكار كلارك على موقع أرشيف الدراجات (الإنجليزية)
- أوسكار كلارك على موقع إحصائيات الدراجات الإحترافية (الإنجليزية)
- أوسكار كلارك على موقع نسبة الدراجات (الإنجليزية)